# Tân Kiều
Tân Kiều là một xã thuộc huyện Tháp Mười, tỉnh Đồng Tháp, Việt Nam.

## Địa lý
Xã Tân Kiều nằm ở phía đông huyện Tháp Mười, có vị trí địa lý:
- Phía đông giáp tỉnh Long An
- Phía đông nam giáp xã Mỹ An và xã Đốc Binh Kiều
- Phía tây nam giáp xã Mỹ An và thị trấn Mỹ An
- Phía tây giáp xã Mỹ Đông
- Phía tây bắc giáp xã Trường Xuân.

Xã có diện tích 40,77 km², dân số năm 1999 là 8.237 người, mật độ dân số đạt 202 người/km².

## Lịch sử
Quyết định số 36-HĐBT ngày 06 tháng 03 năm 1984 của Hội đồng Bộ trưởng, giải thể 4 xã Mỹ Hoà, Đốc Binh Kiều, Mỹ An, Thanh Mỹ để thành lập 6 xã và một thị trấn mới là xã Mỹ Hoà, Tân Kiều, Đốc Binh Kiều, Phú Điền, Thanh Mỹ, Mỹ An và thị trấn Mỹ An.